# 宋清龄
宋清龄（1986年7月22日—），中国女子曲棍球運動員，亦為中国国家女子曲棍球队成員。

## 簡歷
2008年12月，宋清龄獲亚曲联授予2008年度「亚洲最佳青年女子曲棍球运动员」。
2010年11月，宋清龄代表中國出戰廣州亞運會，參加曲棍球比賽，奪得金牌。
2016年8月，宋清龄代表中国出戰巴西里约热内卢舉行的奥林匹克运动会女子曲棍球比賽。中国队最終排名小组第五位，无缘八强。
2017年8月，宋清龄代表辽宁女子曲棍球队出戰第十三届全运会，辽宁队最後收获银牌。宋清龄在全運會後退役，她在賽後表示：“虽然输了，但全队都特别努力，不管是年龄比我大的姐姐，还是年龄比我小的妹妹，大家都特别拼。虽说是亚军，但没有特别多的遗憾，因为大家已经尽力了。”她在决赛结束后，向队友和朋友发了婚礼请柬。